# Operazione Schwartz
L'operazione Schwartz era un piano tedesco che prevedeva l'intervento di sorpresa a Roma per catturare i governanti italiani durante la seconda guerra mondiale.

## Storia
Hitler e la dirigenza politico-militare tedesca vennero sorpresi dagli eventi del 25 luglio 1943. La sera del 25 luglio, la notizia della caduta del Duce e dell'assunzione del potere da parte di un governo guidato dal maresciallo Pietro Badoglio, giunsero inaspettate al Quartier generale del Führer e provocarono la costernazione generale e l'ira di Hitler. Il dittatore comprese subito che il cambio di governo preludeva ad una messa in pericolo le forze tedesche nell'Italia meridionale.
Hitler, in accordo con i suoi collaboratori militari Jodl e Rommel, decise di riattivare il piano "Alarich" e di preparare una nuova serie di piani dettagliati per far fronte alla defezione italiana e occupare la penisola dopo un'accurata preparazione e dopo l'afflusso di adeguati rinforzi. In pochi giorni vennero quindi confermati i piani "Siegfried", "Konstantin" e "Kopenhagen" già progettati in maggio.
L'operazione Alarico era suddivisa in:
- Operazione Achse ("Asse"), che doveva permettere la cattura della flotta italiana;
- Operazione Eiche ("Quercia"), per la liberazione di Mussolini;
- Operazione Student, che doveva prendere il controllo di tutto il territorio italiano ancora non invaso dagli Alleati, instaurando un nuovo governo fascista svincolato dalla monarchia;
- Operazione Schwartz, volta alla cattura dei governanti italiani a Roma.

Quest'ultima operazione prevedeva quindi un'irruzione a sorpresa nella capitale per arrestare il governo italiano e per catturare il Re Vittorio Emanuele III e il Maresciallo d'Italia Pietro Badoglio.
Il 28 luglio 1943 Hitler revisionò i suoi piani e riunì i piani "Konstantin" e "Alarich" nel piano "Achse", riunendovi anche l'originario piano "Achse", per la cattura della flotta italiana, mentre il 5 agosto, su consiglio anche dell'ammiraglio Ruge e a causa del rafforzamento delle difese italiane nella capitale, l'originario piano "Schwartz" venne abbandonato e sostituito con un nuovo piano volto a rendere inoffensivo l'esercito italiano e creare uno schieramento difensivo tedesco nell'Italia centrale.